# IC 5098
IC 5098 — галактика типу *2 (подвійна зірка) у сузір'ї Малий Кінь.
Цей об'єкт міститься в оригінальній редакції індексного каталогу.